# متلازمة تقشير الجلد
متلازمة تقشير الجلد (بالإنجليزية: Peeling skin syndrome)‏ أو متلازمة تقشير جلد النهايات (بالإنجليزية:  Acral peeling skin syndrome)‏ أو متلازمة تقشير الجلد المستمر (بالإنجليزية:  Continual peeling skin syndrome)‏ أو تقشير الجلد المستمر العائلي (بالإنجليزية:  Familial continual skin peeling)‏ أو الجلد الساقط مجهول السبب (بالإنجليزية: Idiopathic deciduous skin)‏ أو انحلال الطبقة القرنية التقشري الخلقي (بالإنجليزية: Keratolysis exfoliativa congenita)‏ وهو اضطراب وراثي متنح يمتاز بتقشر الطبقة القرنية المستمر مدى الحياة، وقد يكون مصحوبا بحكة وقصر القامة وسهولة إزالة الشعر في طور التنامي.:502
قد يرتبط تقشير جلد النهايات بالإنزيم TGM5.